# Krásna Hôrka
Krásna Hôrka (węg. Krasznahorka) – gotycki zamek na Słowacji, górujący nad miejscowością Krásnohorské Podhradie, w pobliżu Rożniawy. Po raz pierwszy wzmiankowany w 1333 roku. Krásna Hôrka jest narodowym pomnikiem kultury.
Zamek zbudował ród Mariássych ok. 1320 roku. Pełnił funkcję ochronną na szlaku handlowym wiodącego z północy. Pierwsza pisemna wzmianka o Krásnej Hôrce pochodzi z 1333 roku. W XVI wieku pełnił rolę warowni na pograniczu tureckim. Przebudowywany był w stylu renesansowym i barokowym. Na początku XX wieku umieszczono w nim muzeum.
W 1945 roku zamek został skonfiskowany przez władze Czechosłowacji. W 1961 roku zamek podniesiono do rangi słowackiego zabytku kultury narodowej i po wielu pracach renowacyjnych udostępniono zwiedzającym. W następnych latach zamek przechodził kolejne remonty, ostatni z nich zakończył się w kwietniu 2011 roku.

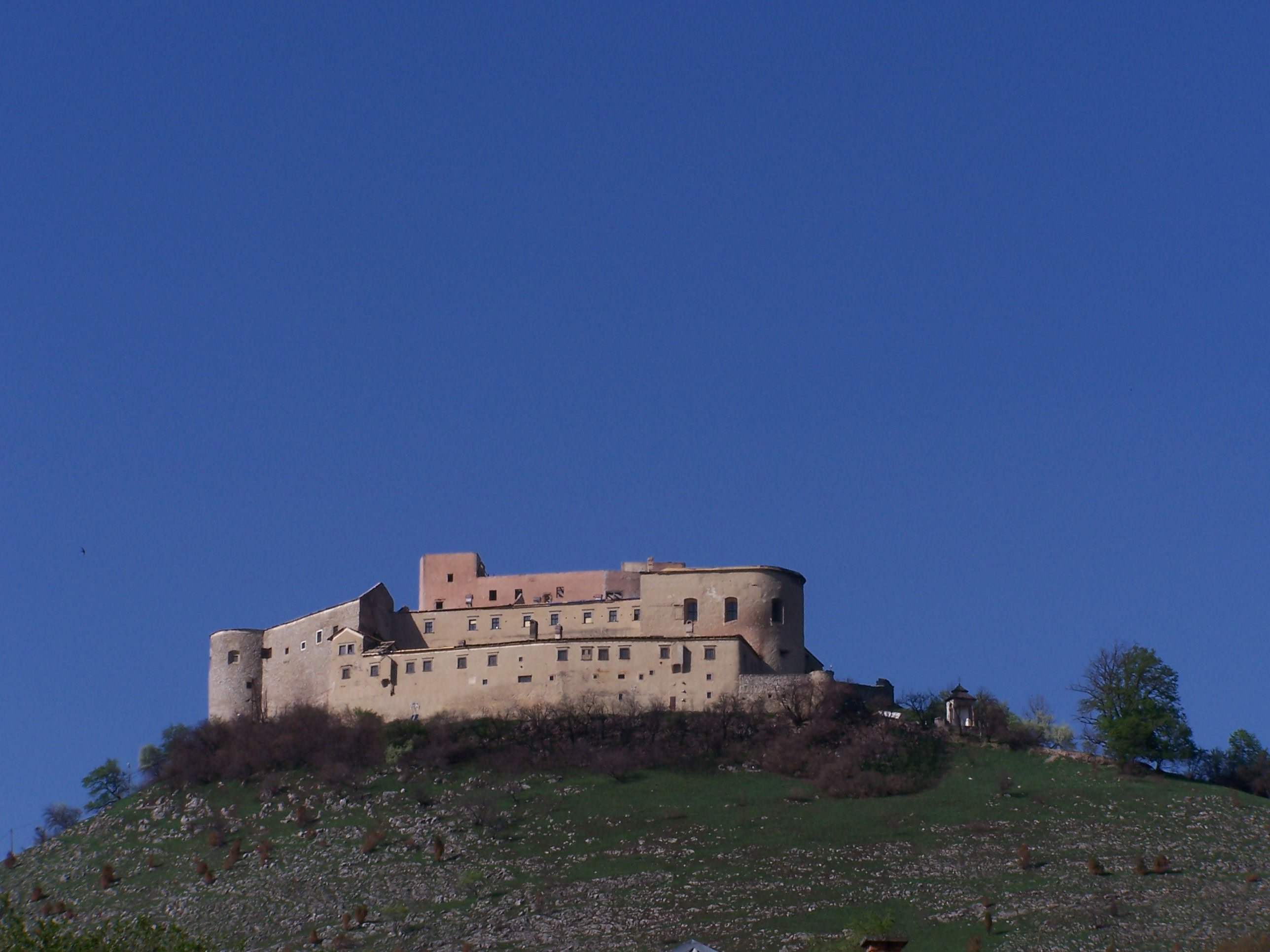
Krasna Horka po pożarze - 2012r.

10 marca 2012 roku zamek częściowo spłonął. Początkowo podawano, iż przyczyną było nielegalne wypalanie traw w pobliżu zamku. Później pojawiła się informacja, że trawa zajęła się w momencie, kiedy dwóch nieletnich chłopców usiłowało zapalić papierosy; ponieważ chłopcy byli Romami, pożar wywołał też napięcia narodowościowe w okolicy. Całkowitemu zniszczeniu uległ dach, jak również część eksponatów i zabytkowych średniowiecznych komnat oraz dzwonnica wraz z trzema dzwonami. Według komunikatów uratowano jednak 85%-90% zabytków z gotyckiej części zamku.